# آگنی (موشک)

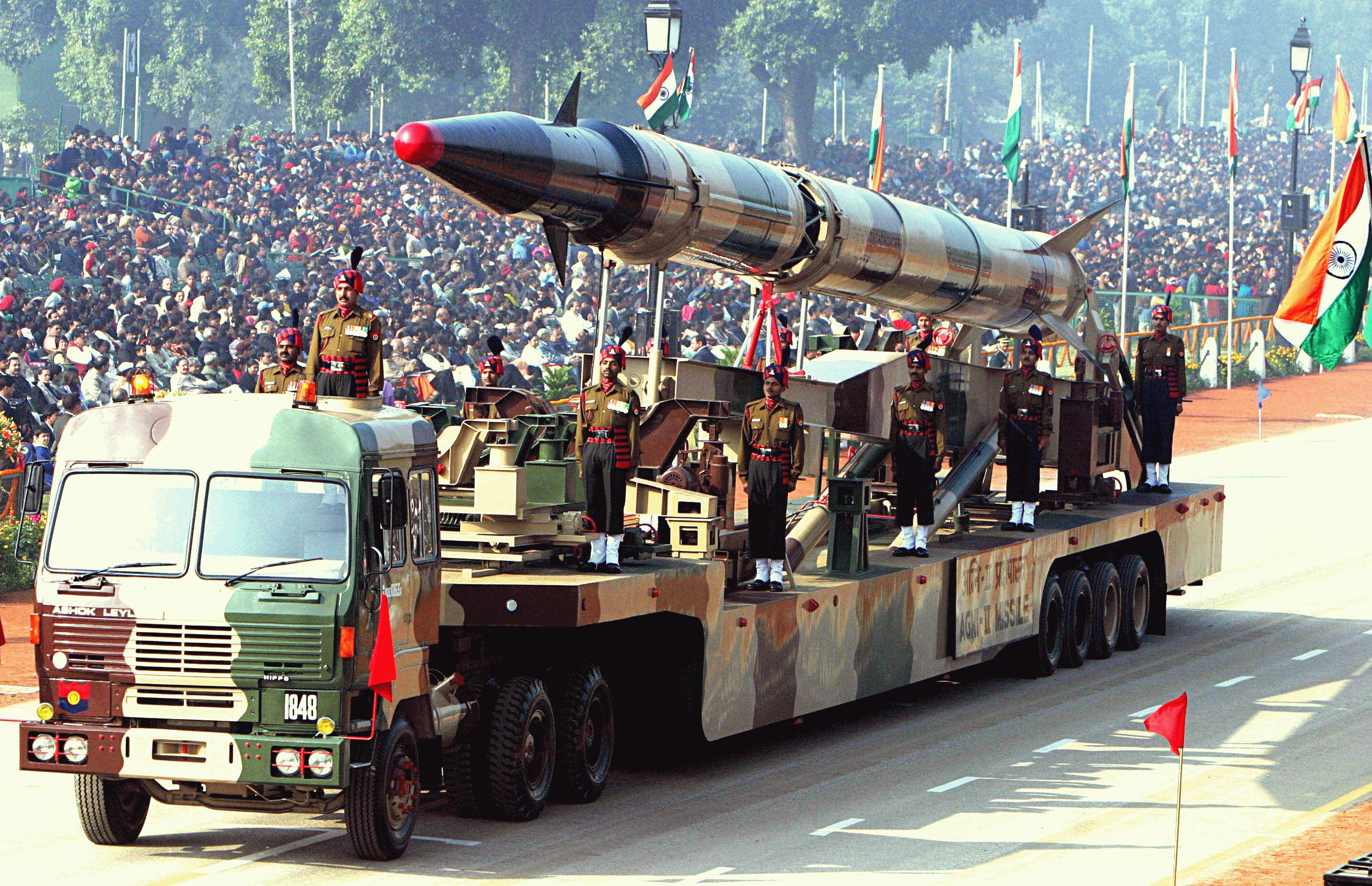
موشک آگنی-۲ در رژه یگان‌های موشکی ارتش هند در سال ۲۰۰۴ میلادی.

موشک آگنی (به سانسکریت: अग्नि) موشک دوربرد قاره‌پیمای ارتش هند، با قابلیت حمل کلاهک هسته‌ای است. آگنی به معنای آتش در زبان هندی و هم‌چنین در زبان سانسکریت است.
موشک‌های آگنی از سال ۱۹۸۳ میلادی، در چارچوب برنامهٔ موشکی هند تولید می‌شوند. نسل اول این موشک‌ها، یعنی موشک‌های آگنی-۱ و اگنی-۲ در رابطه با اختلافات با همسایهٔ این کشور پاکستان ساخته شد. بعدها انواع دیگری از این موشک بالستیک ساخته شد که دارای بُرد بیشتری بودند و چین، بخش‌هایی از خاورمیانه، بخش‌هایی از روسیه و بخش‌هایی از اروپای شرقی را در بُرد خود داشتند.

## نسل‌های موشک آگنی
آگنی-۱
بُرد آگنی-۱، بین ۷۰۰ تا ۹۰۰ کیلومتر تخمین زده می‌شود. آگنی-۱ از نوع موشک بالیستیکی یک پله‌ای است. این سبک‌ترین موشک در میان موشک‌های نوع آگنی است. موشک آگنی-۱ قابلیت پرتاب با وسایل سیار را دارد.
آگنی-۲
بُرد این موشک در حدود ۲۰۰۰ کیلومتر تخمین زده می‌شود. موشک آگنی-۲ دارای قابلیت حمل کلاهک هسته‌ای به وزن یک تُن و از نوع موشک بالستیک میان‌برد است.
آگنی-۳
بُرد آگنی-۳، در حدود ۳۰۰۰ کیلومتر تخمین زده می‌شود. گفته می‌شود که شهرهای پکن و شانگهای در بُرد این موشک بالستیک قرار دارند.
آگنی-۴
موشک بالیستیک میان‌بُرد آگنی-۴ دارای بُردی در حدود ۳۵۰۰ کیلومتر است. موشک آگنی-۴ دارای قابلیت حمل کلاهک هسته‌ای به وزن یک تُن و از نوع موشک بالستیک دو پله‌ای است که با استفاده از سوخت جامد پرواز می‌کند.
آگنی-۵
بُرد این موشک بیش از ۵۰۰۰ کیلومتر تخمین زده می‌شود و می‌تواند تقریباً تمام شهرهای چین را هدف قرار دهد. کشورهایی چون پاکستان، ایران، مالزی و بخش‌هایی از روسیه و نیز اروپای شرقی در بُرد این موشک قرار دارند.
آزمایش موفقیت‌آمیز این موشک، هند را در گروه کشورهایی جای داد که توانایی ساخت و پرتاب موشک‌های بالستیک قاره‌پیما را دارند.
آگنی-۶
در دست ساخت است.